# Petr Leška
Petr Leška (* 16. listopadu 1975, Chomutov) je bývalý český profesionální hokejový útočník a trenér. Jeho otcem je bývalý ligový hokejista Petr Leška.
Patřil k oporám zlínského extraligového klubu, ve kterém působil jedenáct let (se dvěma ročními přestávkami, kdy hrál za HC Plzeň a HC Sparta Praha).
Je držitelem také dvou českých rekordů, v počtu kanadských bodů 909 bodů (281 gólů a 628 asistencí, nikdo jich více nedal) a 596 duelů v kuse dělá z Lešky železného muže extraligy. Celkem jich zvládl 1156, což ho v danou chvíli řadilo na druhé místo historických tabulek v počtu odehraných extraligových zápasů. Své poslední extraligové utkání odehrál 23. března 2015 v rozhodujícím sedmém zápase čtvrtfinálové série proti Kometě Brno. Na začátku dubna se kvůli problémům s kolenem rozhodl skončit, přestože měl ještě smlouvu na příští sezonu a bezprostředně po čtvrtfinále potvrdil, že má chuť pokračovat. Převážnou část kariéry hrál v útoku s Jaroslavem Balaštíkem. Podle trenéra Stavjani byly Leškovými přednostmi cit pro prostor a výborné čtení hry.
V sezóně 2003–04 nastoupil za českou reprezentaci. Hokejovou kariéru ukončil v květnu 2015.

## Ocenění a úspěchy
- 2002 ČHL – Nejproduktivnější hráč
- 2002 ČHL – Nejlepší nahrávač v playoff
- 2004 ČHL – Nejlepší střelec v playoff
- 2004 ČHL – Nejlepší hráč v pobytu v playoff (+/-)
- 2004 ČHL – Vítězný gól
- 2004 ČHL – Zlatá helma Sencor
- 2005 ČHL – Nejlepší nahrávač
- 2005 ČHL/SHL – Utkání hvězd české a slovenské extraligy
- 2014 ČHL – Nejlepší nahrávač v playoff
- 2024 Klub legend české extraligy [4]

## Prvenství
- Debut v ČHL – 12. září 1995 (AC ZPS Zlín proti HC Slavia Praha)
- První asistence v ČHL – 19. září 1995 (AC ZPS Zlín proti HC České Budějovice)
- První gól v ČHL – 3. října 1995 (HC Sparta Praha proti AC ZPS Zlín, českému brankáři Ivo Čapkovi)
- První hattrick v ČHL – 22. ledna 1997 (HC Sparta Praha proti AC ZPS Zlín)

## Klubová statistika
| Sezóna       | Klub                      | Soutěž            |     | Základní část | Základní část | Základní část | Základní část | Základní část |    | Play off | Play off | Play off | Play off | Play off |
| Sezóna       | Klub                      | Soutěž            | Z   | G             | A             | B             | TM            | Z             | G  | A        | B        | TM       |          |          |
| 1992–93      | Rögle BK                  | Juniorallsvenskan | 16  | 11            | 11            | 22            | 46            | —             | —  | —        | —        | —        |          |          |
| 1993–94      | Surrey Eagles             | BCJHL             | 55  | 38            | 43            | 81            | 51            | —             | —  | —        | —        | —        |          |          |
| 1994–95      | Langley Thunder           | BCJHL             | 22  | 12            | 24            | 36            | 25            | —             | —  | —        | —        | —        |          |          |
| 1994–95      | Flint Generals            | CoHL              | 31  | 9             | 17            | 26            | 4             | —             | —  | —        | —        | —        |          |          |
| 1995–96      | AC ZPS Zlín               | ČHL               | 36  | 8             | 11            | 19            | 12            | 7             | 1  | 1        | 2        | 0        |          |          |
| 1996–97      | AC ZPS Zlín               | ČHL               | 48  | 8             | 14            | 22            | 18            | —             | —  | —        | —        | —        |          |          |
| 1997–98      | HC ZPS Barum Zlín         | ČHL               | 27  | 2             | 6             | 8             | 8             | —             | —  | —        | —        | —        |          |          |
| 1997–98      | HC Keramika Plzeň         | ČHL               | 12  | 3             | 3             | 6             | 2             | 2             | 0  | 1        | 1        | 0        |          |          |
| 1998–99      | HC ZPS Barum Zlín         | ČHL               | 52  | 9             | 15            | 24            | 26            | 11            | 0  | 2        | 2        | 6        |          |          |
| 1999–00      | HC Barum Continental Zlín | ČHL               | 52  | 15            | 19            | 34            | 14            | 4             | 0  | 0        | 0        | 0        |          |          |
| 2000–01      | HC Continental Zlín       | ČHL               | 52  | 18            | 29            | 47            | 18            | 6             | 2  | 4        | 6        | 4        |          |          |
| 2001–02      | HC Continental Zlín       | ČHL               | 52  | 28            | 40            | 68            | 18            | 11            | 4  | 11       | 15       | 6        |          |          |
| 2002–03      | HC Sparta Praha           | ČHL               | 52  | 12            | 26            | 38            | 14            | 10            | 3  | 3        | 6        | 0        |          |          |
| 2003–04      | HC Hamé Zlín              | ČHL               | 52  | 14            | 43            | 57            | 48            | 17            | 9  | 9        | 18       | 0        |          |          |
| 2004–05      | HC Hamé Zlín              | ČHL               | 52  | 11            | 38            | 49            | 30            | 4             | 1  | 3        | 4        | 4        |          |          |
| 2005–06      | Södertälje SK             | SEL               | 6   | 0             | 0             | 0             | 0             | —             | —  | —        | —        | —        |          |          |
| 2005–06      | HC Hamé Zlín              | ČHL               | 36  | 4             | 20            | 24            | 18            | 6             | 1  | 3        | 4        | 16       |          |          |
| 2006–07      | HC Hamé Zlín              | ČHL               | 52  | 20            | 21            | 41            | 53            | 5             | 0  | 4        | 4        | 2        |          |          |
| 2007–08      | RI Okna Zlín              | ČHL               | 52  | 5             | 27            | 32            | 44            | —             | —  | —        | —        | —        |          |          |
| 2008–09      | PSG Zlín                  | ČHL               | 52  | 18            | 30            | 48            | 52            | 5             | 2  | 0        | 2        | 2        |          |          |
| 2009–10      | PSG Zlín                  | ČHL               | 52  | 14            | 40            | 54            | 32            | 6             | 5  | 7        | 12       | 10       |          |          |
| 2010–11      | PSG Zlín                  | ČHL               | 52  | 20            | 32            | 52            | 20            | 4             | 0  | 0        | 0        | 2        |          |          |
| 2011–12      | PSG Zlín                  | ČHL               | 52  | 13            | 27            | 40            | 55            | 12            | 2  | 10       | 12       | 8        |          |          |
| 2012–13      | PSG Zlín                  | ČHL               | 52  | 8             | 30            | 38            | 30            | 19            | 6  | 6        | 12       | 14       |          |          |
| 2013–14      | PSG Zlín                  | ČHL               | 52  | 6             | 38            | 44            | 22            | 17            | 0  | 13       | 13       | 12       |          |          |
| 2014–15      | PSG Zlín                  | ČHL               | 52  | 5             | 25            | 30            | 30            | 7             | 0  | 4        | 4        | 4        |          |          |
| Celkem v ČHL | Celkem v ČHL              | Celkem v ČHL      | 991 | 241           | 534           | 775           | 564           | 153           | 36 | 81       | 117      | 90       |          |          |